# Charles Boissonnas
Pour les articles homonymes, voir Boissonnas.
Charles Boissonnas (29 juillet 1832, Genève - 22 mars 1912, Genève) est un homme politique genevois.

## Biographie
Fils de l'homme d'affaires Henri Boissonnas (1800-1879), il suit des études d'architecture à Karlsruhe et à l'École polytechnique fédérale de Zurich, effectue un stage à Paris, avant d'ouvrir un bureau à Genève. 
Député démocrate de 1878 à 1896, il est l'auteur de la loi constitutionnelle de 1886 qui étend la propriété de la Caisse hypothécaire à toutes les communes du canton, qu'elles soient catholiques ou protestantes. 
Membre du Conseil d'État du canton de Genève de 1889 à 1897, Boissonnas entreprend d'importants travaux d'urbanisme, fait voter la loi de 1895 sur les routes et étudier un plan d'extension des voies de communication. Il assure également la direction des constructions de l'Exposition nationale de 1896. 
Il est membre du consistoire de 1871 à 1883.
Il est le père d'Auguste Boissonnas (1863-1940) et de Jean Boissonnas (1867-1951).